# Virginio Ariosto

Stemma degli Ariosto

Virginio Ariosto (Ferrara, 1509 – Ferrara, 6 giugno 1560) è stato uno scrittore e religioso italiano.

## Biografia
Figlio di Ludovico Ariosto e della sua domestica Orsolina (o Ursolina) Sassomarino, nel 1530 fu mandato dal genitore a Padova presso Pietro Bembo per studiare greco antico.
Divenuto ecclesiastico, nel 1558 fu nominato canonico della cattedrale di Ferrara. Fu autore della raccolta Rime scelti de' poeti ferraresi, ma anche della commedia Imperfetta, di cui fu inoltre versatile interprete.
Veicolò inoltre le opere paterne come i Canti annessi al Furioso e le liriche latine che diede da stampare nel 1553 a Vincenzo Valgrisi.